# Фон Карман (лунный кратер)
Фон Карман (лат. Von Kármán), не путать с одноименным кратером на Марсе, — огромный древний ударный кратер в южном полушарии обратной стороны Луны. Название присвоено в честь американского инженера и физика венгерского происхождения, специалиста в области воздухоплавания Теодора фон Кармана (1881—1963); утверждено Международным астрономическим союзом в 1970 году. Образование кратера относится к донектарскому периоду.

## Описание кратера

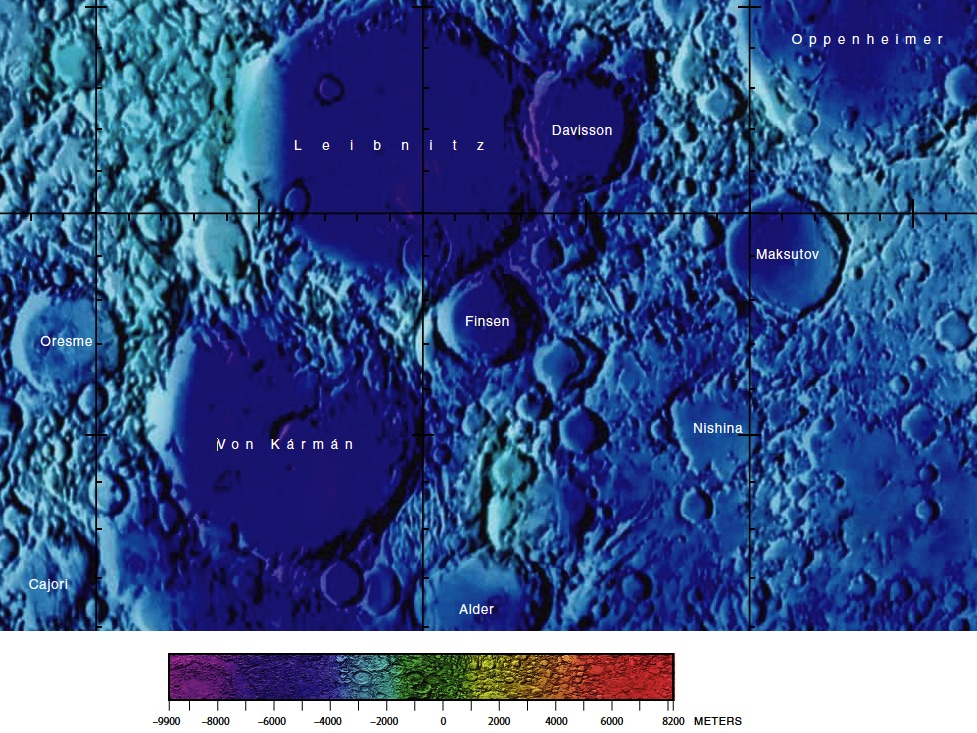
Окрестности кратера Фон Карман. Фрагмент карты обратной стороны Луны.

Ближайшими соседями кратера являются кратер Орем на севере-западе; кратер Лейбниц на севере; кратер Финсен на северо-востоке; кратер Альдер на юго-востоке; кратеры Бойль и Гесс на юге и кратер Кеджори на юго-западе. Селенографические координаты центра кратера 44°27′ ю. ш. 176°15′ в. д. / 44,45° ю. ш. 176,25° в. д., диаметр 186,4 км, глубина 3 км.
Кратер Фон Карман имеет близкую к круглой форму, значительно разрушен, северную часть кратера перекрывает вал и породы выброшенные при образовании кратера Лейбниц. Вал сглажен, перекрыт множеством кратеров различного размера. К юго-восточной части вала примыкает сателлитный кратер Фон Карман L (см. ниже), имеющий форму восьмерки. Высота вала над окружающей местностью достигает 1870 м . Дно чаши затоплено базальтовой лавой, плоское, за исключением пересеченной северной части, имеет альбедо ниже, чем окружающая местность. В центре чаши расположен массивный центральный пик, которому 4 февраля 2019 года Международный астрономический союз присвоил название Mons Tai в честь горы Тайшань.

## Исследования
3 января 2019 года впервые на обратной стороне Луны, в кратере Фон Карман, совершила посадку китайская АМС Чанъэ-4 с луноходом Юйту-2. На 2022 год Юйту-2 продолжает исследования, установив рекорд по длительности работы среди луноходов, пройдя по поверхности Луны более 1 км и совершив множество открытий.

## Сателлитные кратеры
| Фон Карман | Координаты                                              | Диаметр, км |
| ---------- | ------------------------------------------------------- | ----------- |
| L          | 47°50′ ю. ш. 177°54′ в. д. / 47,83° ю. ш. 177,9° в. д.  | 28,8        |
| M          | 49°26′ ю. ш. 174°57′ в. д. / 49,44° ю. ш. 174,95° в. д. | 219         |
| R          | 46°02′ ю. ш. 170°47′ в. д. / 46,03° ю. ш. 170,78° в. д. | 25,8        |

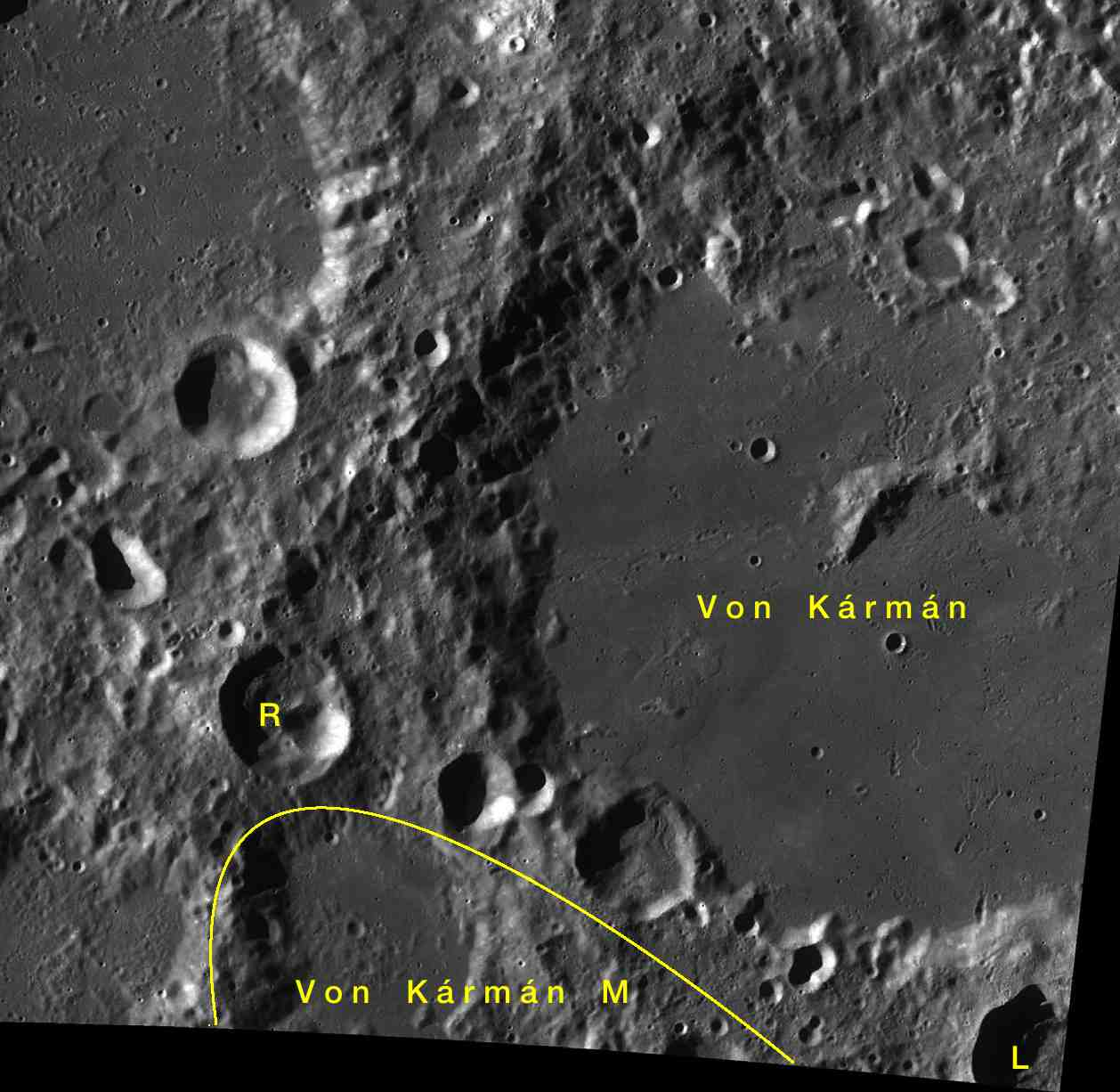
Фрагмент карты LAC-119.

- Образование сателлитного кратера Фон Карман M относится к донектарскому периоду[6].

## См.также
- Список кратеров на Луне
- Лунный кратер
- Морфологический каталог кратеров Луны
- Планетная номенклатура
- Селенография
- Минералогия Луны
- Геология Луны
- Поздняя тяжёлая бомбардировка